# Purpuricenus haussknechti
Purpuricenus haussknechti là một loài bọ cánh cứng trong họ Cerambycidae.